# Ronald Gobiet
Ronald Gobiet (* 1947) ist ein österreichischer Kunsthistoriker und Denkmalpfleger.

## Leben
Gobiet war seit 1977 Stellvertreter des Landeskonservators Walter Schlegel und war von 2003 bis 2012 Landeskonservator für das Land Salzburg.
2013 wurde er mit dem Großen Verdienstzeichen des Landes Salzburg ausgezeichnet.

## Schriften
- und anderen: Dehio Salzburg 1986.
- Die spätgotische Wandmalerei der Michaelskapelle in Piesendorf. Zur Erhaltung und Erforschung mittelalterlicher Wandmalerei im Ostalpenraum. Salzburger Beiträge zur Kunst- und Denkmalpflege, Band 1, Verlag Tauriska, Neukirchen am Großvenediger 2000, ISBN 3-901257-18-7.
- Der Meister von Schöder. Zur Erhaltung und Erforschung mittelalterlicher Wandmalerei im Ostalpenraum. Salzburger Beiträge zur Kunst- und Denkmalpflege, Band 2, ARGE Der Meister von Schöder Bad Gastein, Salzburg 2002, ISBN 3-9501572-0-4.
- Häuser am Schöndorfer Platz. Erhalten und Erneuern in Hallein. Salzburger Beiträge zur Kunst- und Denkmalpflege, Band 4, Gemeinnützige Wohnungs- und Siedlungsgesellschaft Heimat Österreich, Pustet Verlag, Salzburg 2008, ISBN 978-3-7025-0593-6.